# Somaticus
Somaticus es un género de coleópteros de la familia Tenebrionidae que habitan en África del suroeste.

## Distribución y hábitat
Se encuentran en desiertos de países como Botsuana, Namibia, Angola y Zambia
estos escarabajos son detritívoros, viven en desiertos y se entierran bajo la arena para poder descansar o no ser devorado por otros insectos o animales, solo se alimentan de plantas que encuentran habitualmente.

## Especies
Aquí se listan las siguientes especies 
- Somaticus aeneus (Solier&1843)
- Somaticus angulatus (Fahraus&1860)
- Somaticus cinctus (Haag Ruteberg&1890)
- Somaticus damarinus (Peringuey&1882)
- Somaticus distinctus (Peringuey&1904)
- Somaticus geniculatus (Hope&1845)
- Somaticus haagi ?
- Somaticus metropoles ?
- Somaticus spinosus (Peringuey&1886)
- Somaticus terricoles (Peringuey&1887)
- Somaticus vestitus (Hope&1851)
- Somaticus wahlbergi ?